# Invierno en Quebec

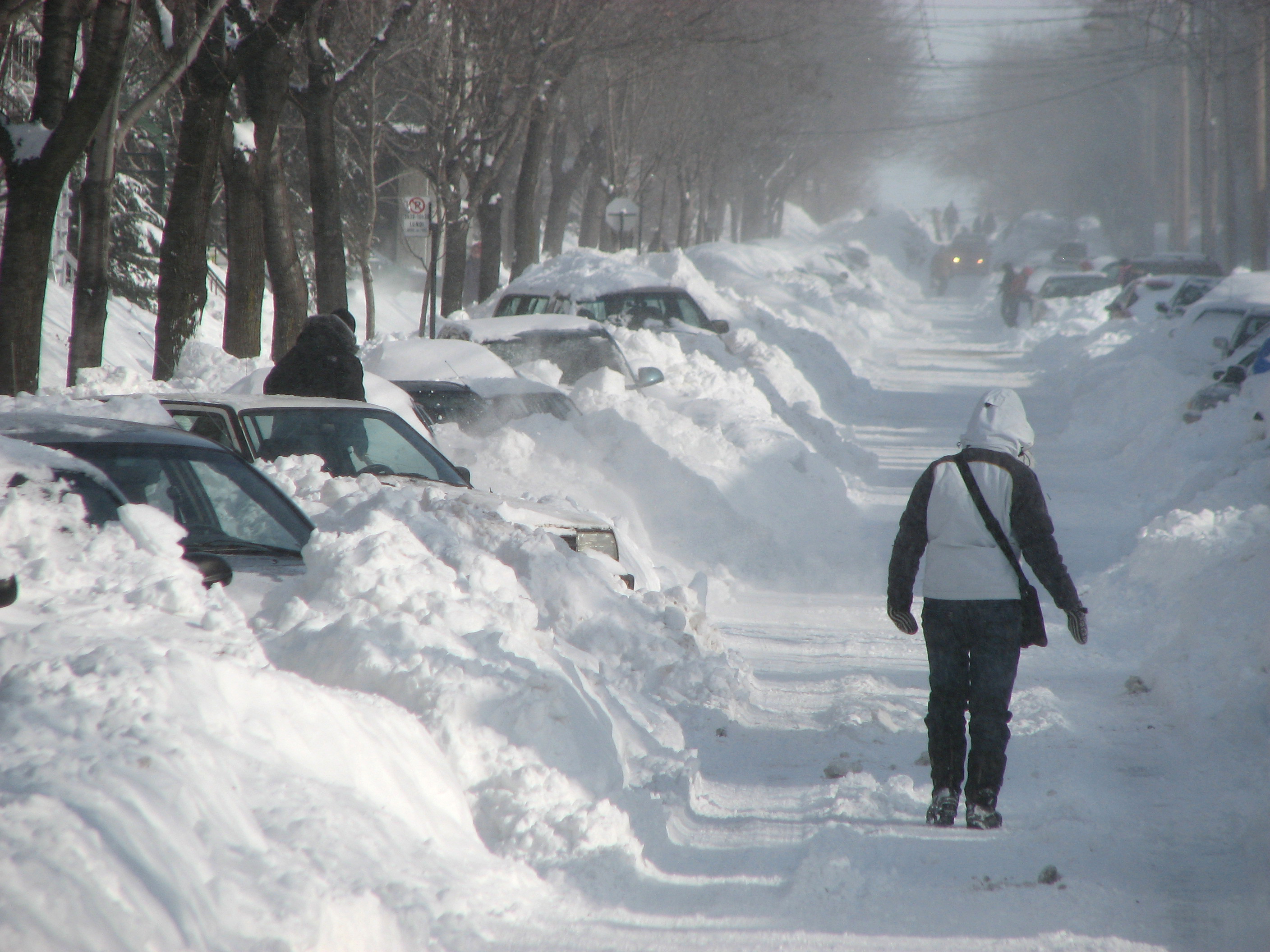
Día siguiente luego de una tormenta de nieve en Montreal.

Con una duración de alrededor de cinco meses, el invierno de Quebec es un elemento esencial del arte y la cultura de dicha provincia.
En enero, la temperatura media en Montreal oscila entre −5 °C en el día y −14 °C en la noche. Las temperaturas son inferiores de 2 a 3 grados en Quebec capital y en Estrie y un poco más agradables en la costa gaspesiana y en las islas del Golfo de S. Lorenzo. En Nunavik, el termómetro marca el descenso de las temperaturas entre −20 °C durante el día y -55 °C por la noche.

## Clima

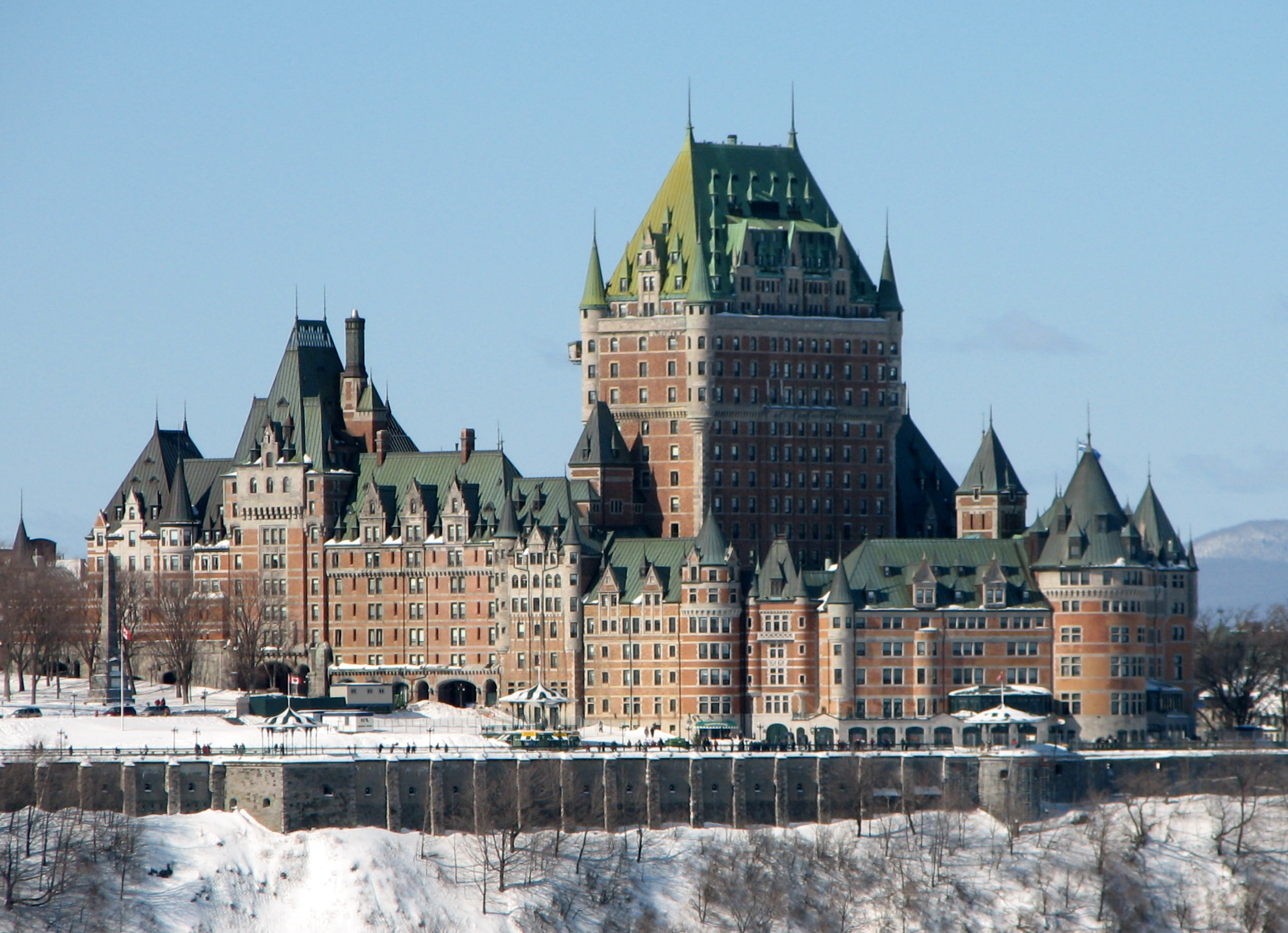
Castillo Frontenac, en marzo de 2008

Debido a su gran superficie y territorio que se extiende sobre una superficie de 2000 km entre los paralelos 45 y 62, Quebec ofrece una gama de climas muy variados. Para la mayoría de los quebequeses, el invierno es una estación que dura de 4 a 6 meses al sur y de 5 a 8 meses a medida que se asciende hacia el norte.
Las cuatro estaciones en Quebec están caracterizadas por cambios bruscos. En las regiones al sur del paralelo, el clima de tipo continental templado está caracterizado por marcados cambios de estación. Las regiones más nórdicas comprenden una zona subártica y una zona ártica, donde los inviernos son más fríos y más secos así como una zona marítima en la región de Golfo de S. Lorenzo, en donde el clima generalmente es más húmedo.
Al sur de Quebec, el clima invernal está caracterizado por una sucesión de zonas de elevada y bajas presiones que oscilan con variaciones de temperatura de gran amplitud. Los sistemas de depresión que provienen del sur remontan por el eje de los Grandes Lagos y San Lorenzo. De esa manera, no es raro observar en enero días soleados y fríos donde el termómetro no supera los -15 °C, y días lluviosos donde la temperatura escala por encima de los 2 °C. Quebec se encuentra también afectado por las tormentas que se desplazan hacia el norte, al este de los Apalaches así como por sistemas que se desplazan del oeste y del norte del Alberta que atraviesan la bahía de Hudson, que atraen masas de aire caliente y húmedo procedentes del sur de Estados Unidos.
Las nevadas son abundantes. Las tierras bajas de San Lorenzo y el valle del Outaouais reciben entre 200 y 300 cm de nieve, una cantidad que sobrepasa los 300 cm en el Bajo-San Lorenzo y en Gaspésie y los 300 cm en la Costa-Norte. Uno de cada dos años, se registran los primeros copos de nieve antes de finalizar septiembre en los puntos más nórdicos y antes de final octubre en el centro del Escudo laurentien. Generalmente, la primera nevada llega el 7 de noviembre a Quebec y a Sherbrooke y tres días más tarde al territorio metropolitano.

## Adaptación

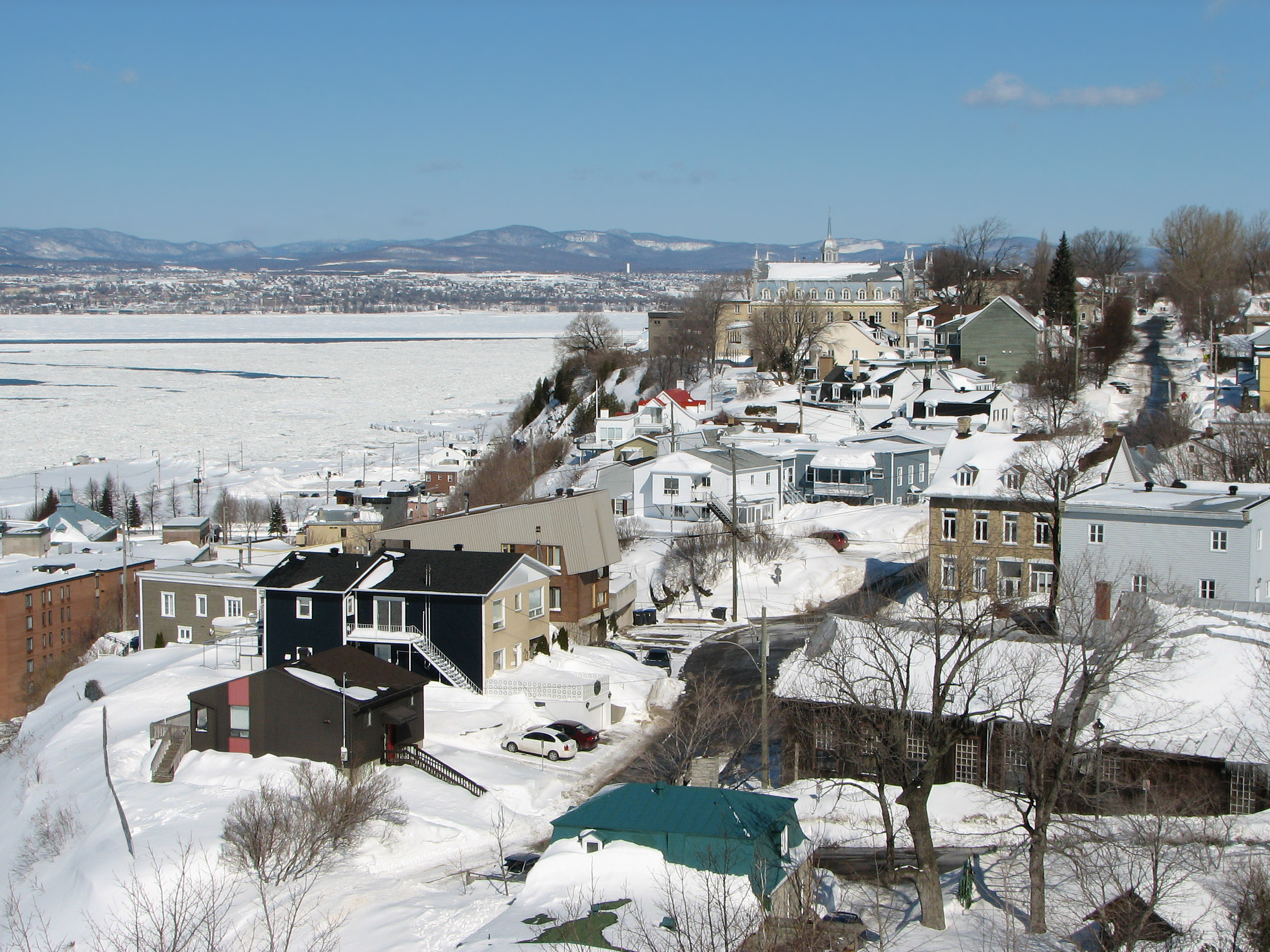
Ciudad de Lévis y el río San Lorenzo en invierno

El etnólogo Sophie-Laurence Lamontagne sostiene que el invierno es un elemento fundamental de la cultura de Quebec. Para los nuevos emigrantes europeos que fueron llegando a estas tierras supuso pasar de una cultura a otra, la quebequiense. Esta adaptación gradual pasa por tres fases, primeramente una fase de tensión, seguimiento de la familiarización y comprensión y se concluye por la «domesticación», que establece «un equilibrio entre la naturaleza y el hombre, entre el clima y la expresión de las necesidades ».
El Nuevo-Mundo reservaba efectivamente «una dura sorpresa» a los primeros exploradores europeos, cuenta el antropólogo quebequés, Bernard Arcand. «Frente al frío que iba a durar semanas, la catástrofe era inevitable: en tres meses, 25 de los 110 marineros de Cartier murieron». La expedición de Pierre Chauvin, en 1600, no tuvo mucha suerte: dejó 30 marineros en Tadoussac en otoño; a su regreso en primavera, solamente quedaban 11.
Los testigos de los primeros años en Nueva Francia atestiguan los rigores del clima. Sœur Morin, describe la angustia vivida durante el invierno de 1640, concluye que el frío «solamente puede comprenderse por quienes lo sufren». En 1721, el sacerdote Charlevoix escribió : «nunca pasé un invierno en este país, en el que no vi llegar piernas y brazos mutilados, congelados por el frío, a los hospitales».
Desde esta época, las necesidades vitales de la vida en invierno, resguardarse, comer, desplazarse y cubrirse han inspirado una serie de adaptaciones, como de arquitectura, de disposición del territorio, de transporte o de ingenio.

### Arquitectura

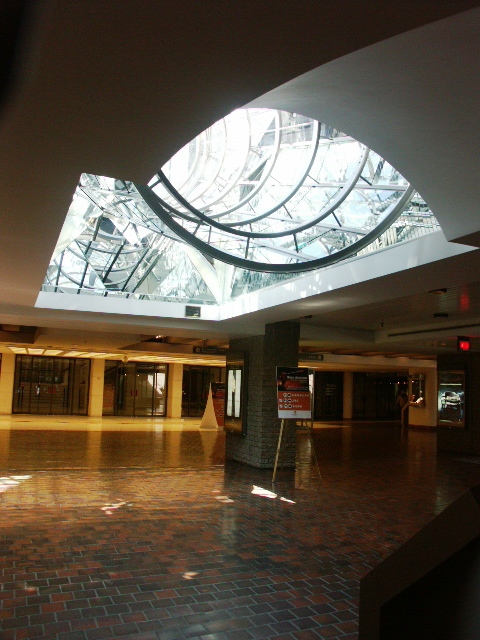
Pozo de luz en el corredor de la Plaza de las Artes hacia el metro y el UQAM.

Durante los cuatro últimos siglos, los quebequeses se las han ingeniado de muchas formas para prepararse ante la llegada previsible del invierno. Desde el final del otoño, numerosos quebequés erigen abrigos de forma temporal, para mejorar la localización de un lugar para estacionar, para no tener que retirar la nieve en las entradas de sus cocheras. La utilización sistemática de aislamiento térmico y de ventanas dobles e incluso triples mejoran la hermeticidad en los edificios. A diferencia de otros países nórdicos, no es común observar un sistema de calefacción central en Quebec y la electricidad se ha convertido, durante los últimos 30 años, en la principal forma de energía utilizada para las calefacciones.
Varios complejos inmobiliarios han construido túneles cubiertos, con la finalidad de establecer una forma de circular entre un edificio y otro. Es el caso, por ejemplo, del campus de la Universidad Laval en Quebec. Sin embargo, el más imponente túnel subterráneo es sin lugar a dudas el RÉSO de Montreal. Los túneles se extienden en un espacio de 30 km, cubriendo una superficie de 30 km². Conecta a 60 complejos comerciales y residenciales, con 80 % del espacio de despacho y 35 % del espacio comercial del redondeo de Ciudad-Marie. Pueden encontrarse bancos, hoteles, centros comerciales, escaños sociales, edificios universitarios, residencias de lujo, así como siete estaciones de metro. Más de 500 000 personas lo utilizan diariamente, especialmente durante el invierno.

### Energía
El invierno riguroso ha traído consecuencias sobre el consumo de energía de los quebequeses; 68 % de las residencias utilizan una calefacción eléctrica para resguardarse durante la estación fría.
Según el distribuidor de electricidad Hydro-Quebec, se estima que la calefacción es responsable de la mitad del consumo eléctrico de una residencia en Quebec, que se establece cerca de 17 000 kWh por año.
Así pues, los picos de consumo de electricidad están estrechamente relacionados con la temperatura exterior. El récord de consumo fue batido el 16 de enero de 2009, con una demanda en potencia de 38 200 MW. La temperatura récord en Quebec durante el pico fue de -31,8 °C. El récord precedente habría sido establecido el 15 de enero de 2004, debido a otra ola de frío. Los túneles de Hydro-Quebec habrían registrado entonces un pico de potencia de 36 268 MW.

### Transporte

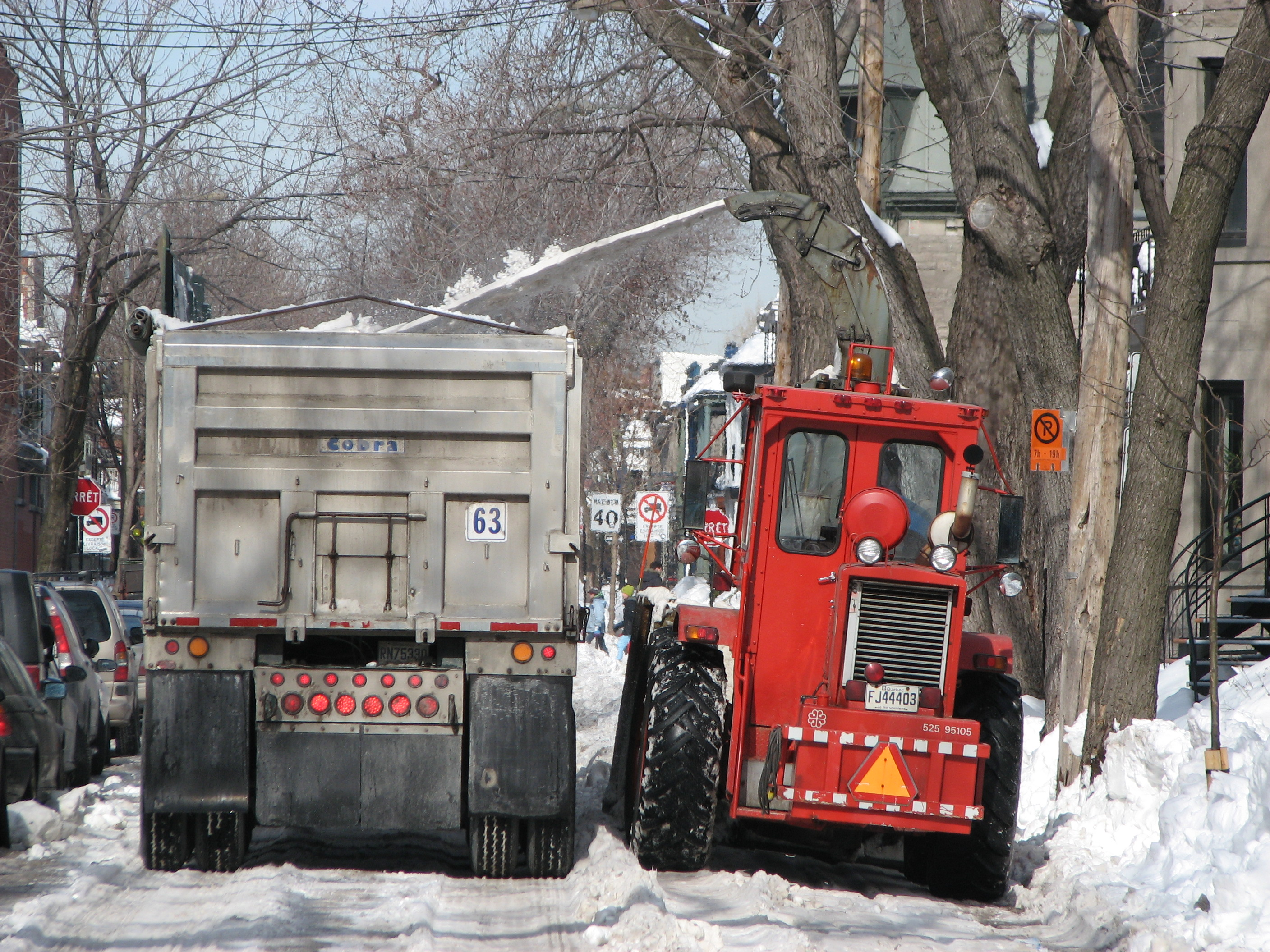
Remoción de nieve de las calles de Montreal

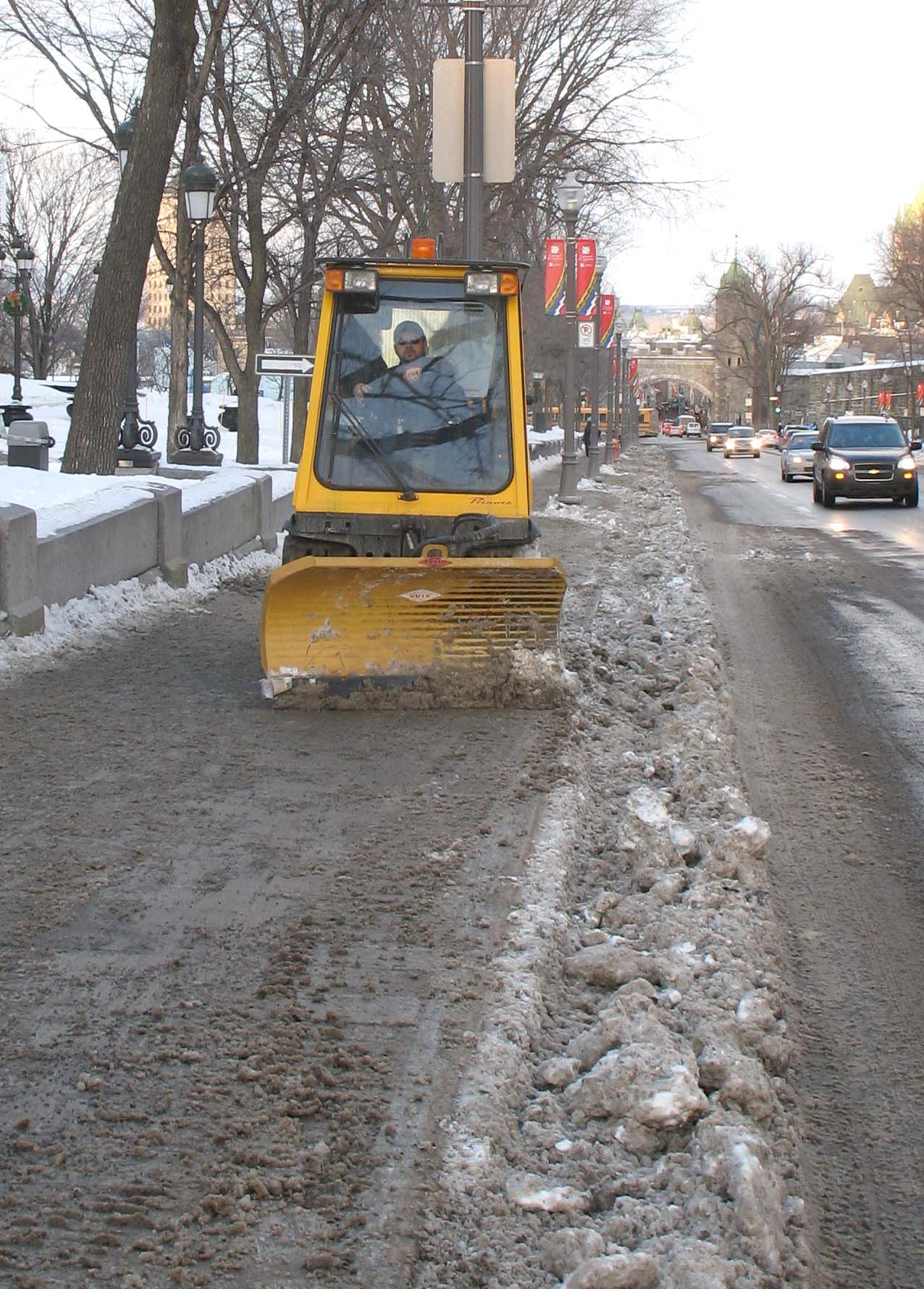
«Rasca» de acera en Quebec

A lo largo de los años, las autoridades quebequesas han desarrollado medios para reducir el impacto del invierno sobre los movimientos de bienes y personas. El ministerio de Transporte de Quebec y las municipalidades, así como el ejecutivo federal, en sus campos de competencia, invierten consecuentemente cantidades considerables con el fin de asegurar la continuidad del sistema de transporte durante la estación invernal.

### Cobertura de carretera
Las ciudades quebequesas asignan una parte del presupuesto de su entidad a la protección de las carreteras en invierno, especialmente en la remoción de nieve. Solamente para la ciudad de Quebec, el presupuesto anual de limpieza de la nieve durante una estación que contempla una acumulación mediana de 320 cm, se destinan alrededor de 60 millones de dólares, o sea cerca del 5% de su presupuesto. Las operaciones de remoción de nieve de los 2.550 km de calles y de los 320 cm.160 320 cm de aceras requieren la movilización de 1.250 vehículos – quita nieve, cazas nieve, motoniveladoras, camiones-bennes, esparcidores, cazas nieve de aceras, etc.
Dependiendo de las entradas, la nieve es empujada sobre el borde de la calzada o en las zanjas o soplada sobre los terrenos. En los barrios más densamente poblados, la nieve está cargada en camiones-volquetes o autovolquetes. Por razones de cuidado del medio ambiente, la nieve ya no es descargada en los cursos de agua. Es dejada más bien en depósitos, donde se funde al inicio de la primavera.
Durante el deshielo, en la primavera, se realizan pagos adicionales para el sistema de limpieza de carreteras. El ciclo de hielo y deshielo anual deteriora las calzadas, abriendo nidos-de-gallina o fisuras sobre la vía pública.

### Transporte marítimo

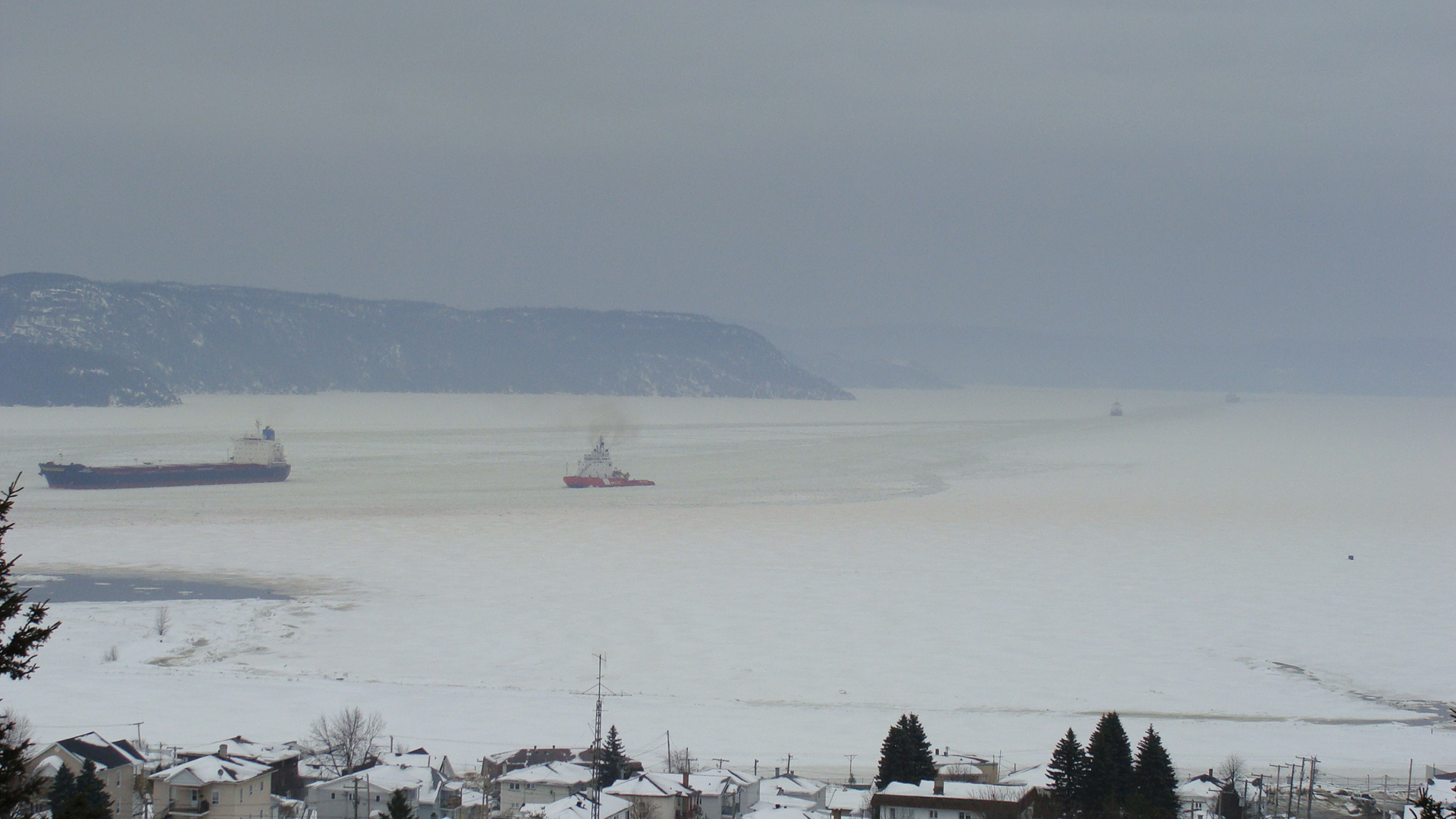
Barcos sobre el Saguenay, en La Bahía.

El transporte marítimo es afectado igualmente por la estación fría. El río San Lorenzo se congela al final de diciembre hasta finales de marzo. La guardia costera canadiense opera un servicio con brisa helada, con el fin de abrir un canal navegable entre Montreal, el golfo de San Lorenzo y océano Atlántico, pero las condiciones de navegación son extremadamente difíciles entre noviembre y abril.

## Cultura

### Música
Gilles Vigneault se puede escuchar interpretando el himno al invierno en una de sus canciones más conocidas, Mi País: «Mi país este no es un país, es el invierno». No es ni el primer ni el único en haber sido marcado por el pasaje de las estaciones. Pauline Julien, Félix Leclerc, Claude Léveillée, Richard Desjardins y Monique Leyrac también tienen temas musicales cantados acerca de esto. Robert Charlebois lo deja sentir en Mañana el invierno (1967, en donde se fuga del invierno al sur) y Volveré en Montreal (1976, nostalgia del invierno) mientras que Hermoso Daño lo aprecia en Yo amo el invierno. Los Cowboys Fringants preparan atando su gorro de cocinero con el recetario en El invierno enfoque. Joe Dassin hace referencia al invierno quebequés en su canción Los Ojos de Émilie, «Pero el invierno acaba de estallar, San Lorenzo es prisionero de un diciembre que va a durar seis mes».

### Cine y televisión
Numerosos autores quebequeses han sido inspirados por los paisajes del invierno quebequés. La vida feliz de Léopold Z y Maria Chapdelaine de Gilles Carle, Mi tío Antoine de Claude Jutra (1970), (1983)  y La Guerra de las toques de André Melançon (1984) figuran entre las más conocidas y apreciadas del público.
El invierno quebequés es igualmente al corazón del videoclip de la canción Señor de Kevin Engalanen.

### Literatura
El poeta quebequés de comienzo del siglo XX, Émile Nelligan ha hecho del invierno quebequés el tema de una de sus principales overturas, Tarde de invierno, que ha marcado la poesía quebequesa.

### Pintura

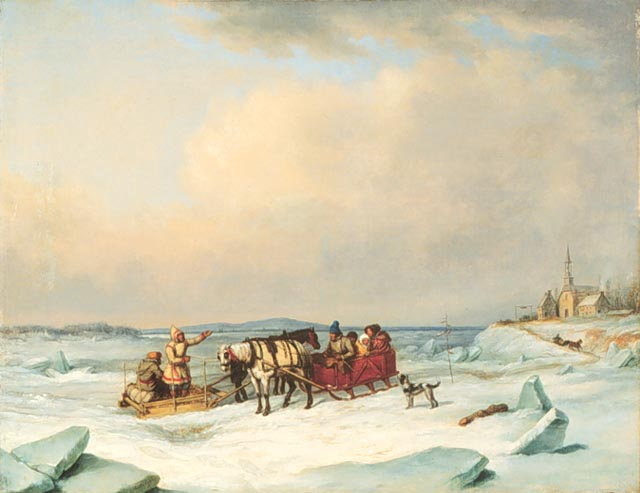
Cornelius Krieghoff, El Puente helado en Larga-Punta, óleo sobre tela, 1847-1848.

Entre los pintores que han representado el invierno, podemos encontrar Cornelius Krieghoff (1815-1872), Horatio Walker (1858-1938), Maurice Cullen (1866-1934), Jean Paul Lemieux (1904-1990), Francesco Iacurto (1908-2001).

### Gastronomía
- La sidra de helado es una bebida desarrollada a Quebec que sigue el ejemplo de los vinos de helado.
- Los productos a base de arce, una contribución de las etnias indígenas que ha sido rápidamente adoptada por los primeros habitantes de la Nueva-Francia

## Actividades invernales

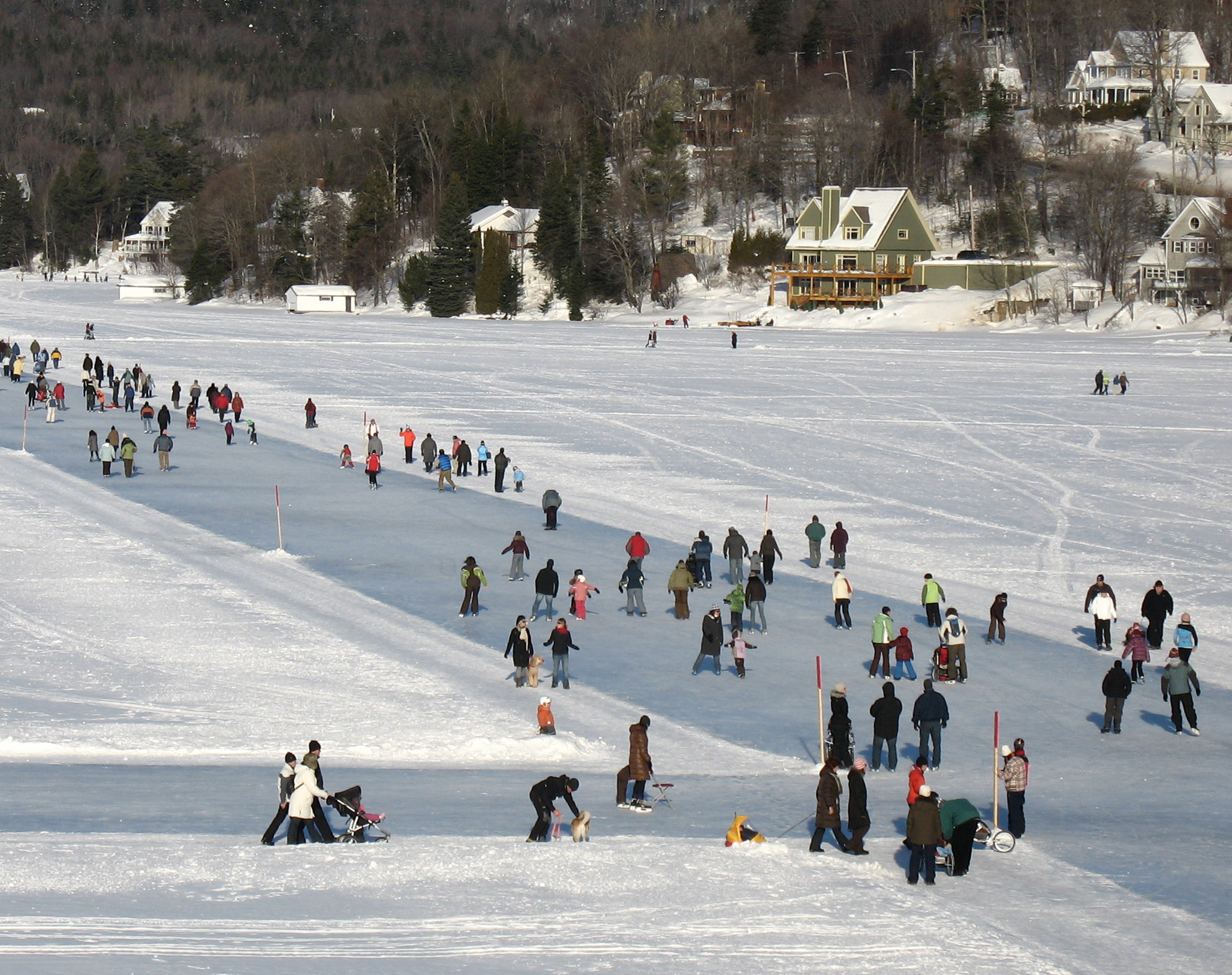
Patinaje y paseo sobre un lago congelado

### Deportes
- Hockey sobre hielo
- Patinaje
- Raquetas de nieve
- Esquí de fondo
- Esquí alpino
- Glissade

### Entretenimiento

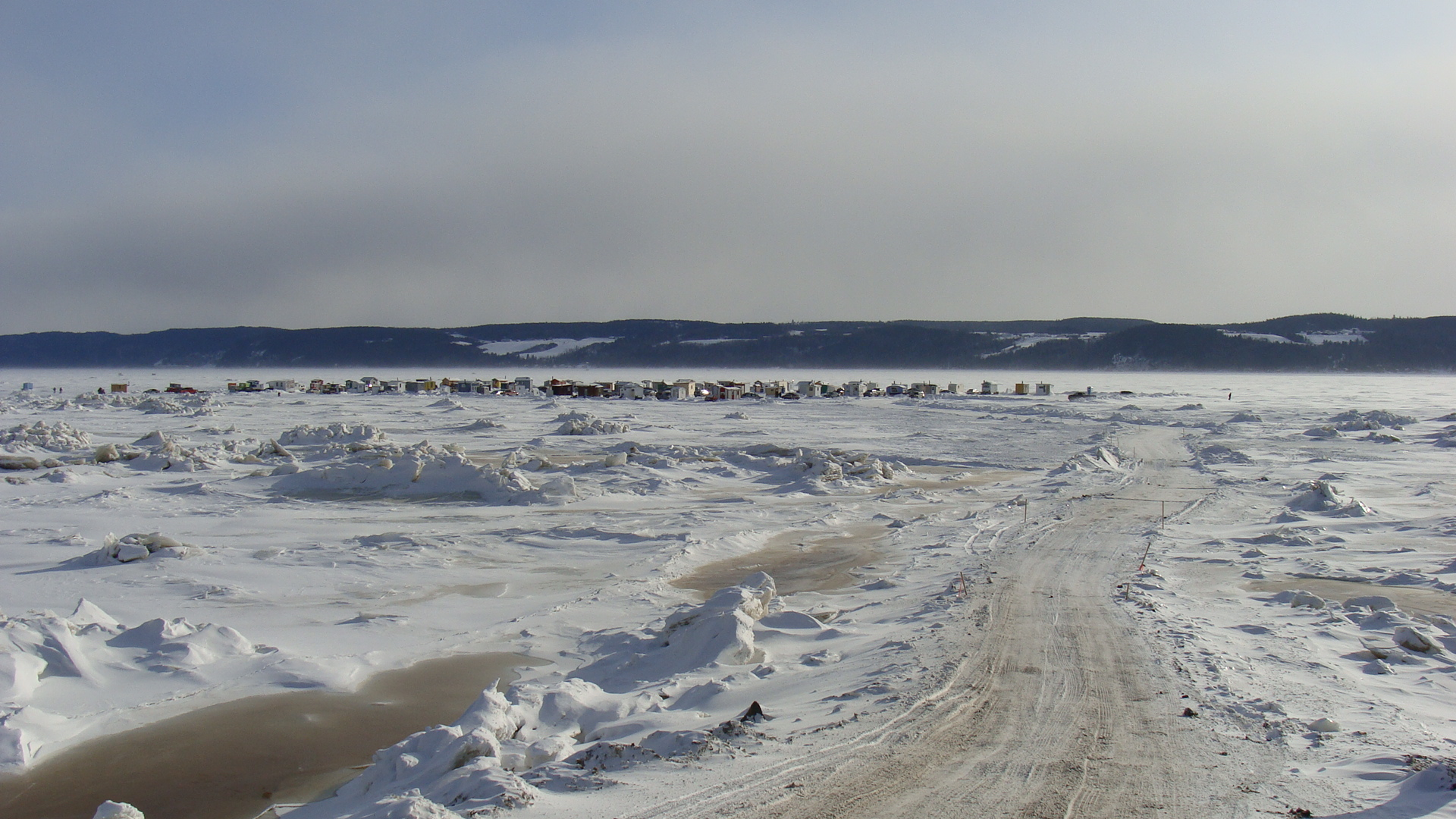
Pesca sobre el helado en Santo-Fulgence, al Saguenay.

- Motonieve
- Trineo tirado por perros
- Carnaval
- Pesca sobre hielo
- Caza con trampas
- Cabaña de azúcar